# استر جنسن
استر جنسن (به انگلیسی: Esther Jensen) یک کشتی است که طول آن ۲۴٫۲۰ متر (۷۹ فوت ۵ اینچ) می‌باشد. این کشتی در سال ۱۹۳۹ میلادی ساخته شد.